# La Tele (Perú)
La Tele es un canal de televisión abierta peruano lanzado al aire el 7 de enero de 2009. Su programación se basa en series policiales y juveniles, dibujos animados, comedias y programas de telerrealidad. Reemplazó al canal musical Uranio TV. Es propiedad del Grupo ATV.

## Historia

### Antecedentes
La empresa Alliance S.A.C. obtuvo ocho licencias en seis provincias del país para distribuir la señal de Uranio TV. No obstante, estas fueron usadas para retransmitir la programación de su matriz Andina de Radiodifusión (ATV), el Canal 9 de Lima. 
Uranio 15 fue un canal que contaba con algunos programas conducidos por Oscar Gayoso, Pedro Sánchez, Chris, Roxana Silva, entre otros. Su principal producción era El ranking y su oferta se componía de videos musicales de géneros variados. En 2007, el canal comenzó a emitir videoclips sin identificación.

### Lanzamiento
A inicios de 2009, cuando el empresario mexicano Remigio Ángel González conocido como "El Fantasma" se apoderó del Grupo ATV a través de Albavisión Communications Group LLC, Uranio TV desapareció, siendo reemplazado por La Tele, una nueva señal con un formato dirigido al público femenino emitiendo telenovelas de lunes a viernes durante todo el día. Los fines de semana emitía de manera continuada películas ya anteriormente vistas en ATV y algunos estrenos.
En enero de 2013, La Tele se renovó con el estreno de series internacionales por la noche y también de algunos microprogramas dirigidos a la mujer.
En abril de 2015, con el cambio de nombre de Global TV a Red TV, La Tele comenzó a transmitir caricaturas y series juveniles, la mayoría de ellas importadas de la librería de The Walt Disney Company y algunas series juveniles de Nickelodeon, y enfocó su programación a la audiencia infantil y juvenil. No obstante, mantuvo algunas novelas del antiguo enfoque. Además, en noviembre de 2015, renovó su imagen corporativa con el cambio de color del logotipo y nuevo paquete gráfico.
En abril de 2017  La Tele agrega más novelas a su programación y mantiene el bloque de series animadas por la mañana, así como la inclusión de más películas, series y programas de telerrealidad estadounidenses. El bloque de series juveniles de Disney es compartido junto con su canal hermano NexTV. Debido a que en 2016 se lanzó el Canal IPe, pasó a ser su competencia directa en horarios de transmisión de las series animadas.
Desde enero de 2018, La Tele aumentó el horario del bloque infantil y juvenil a 10 horas, abarcando desde las 6:00 a.m. hasta las 4:00 p.m. El resto de la programación consiste en series estadounidenses de géneros de acción, comedias y programas de telerrealidad. En febrero de 2018, La Tele cambia su relación de aspecto de 4:3 a 16:9. Desde el 1 de julio, empezó a emitir infomerciales de las empresas naturistas Fitosana y Nutrisa Life (actual GeoHerbal) en su programación (a las 10:00 a.m., 11:00 a.m., 2:00 p.m. y de 12:00 a.m. a 7:00 a.m.). El 4 de julio de 2018 La Tele renovó su paquete gráfico con el lanzamiento de un nuevo logo e imagen corporativa. En septiembre de 2018, las series juveniles de Disney regresaron al canal tras el cambio de nombre de NexTV a América Next (hoy Global).
El 7 de febrero de 2023, La Tele cambió de señal solo en señal abierta y TDT. Actualmente está en los canales 23 y 23.1.
En noviembre de 2024, la señal analógica de La Tele en Lima en el canal 23 UHF salió del aire, quedándose solo en la TDT en el 23.1. Esto fue a puertas del apagón analógico que sucedió en Lima el 31 de diciembre del mismo año. En 2025, vuelve a ser 10.1.

## Programación
La programación de La Tele es generalista, transmite la mayoría de programación de la Red Albavisión, actualmente transmite programación mayormente importada como series policiales y juveniles, dibujos animados, programas de telerrealidad y comedias.

## Logotipos

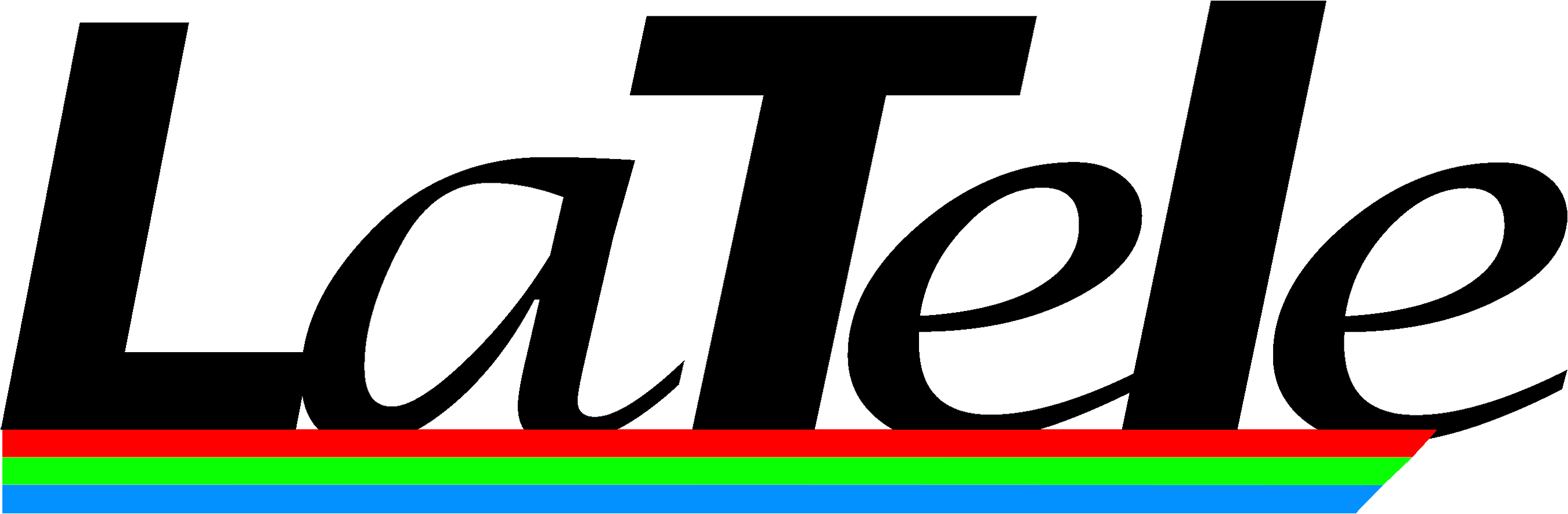
2008-2009 (señal de prueba)
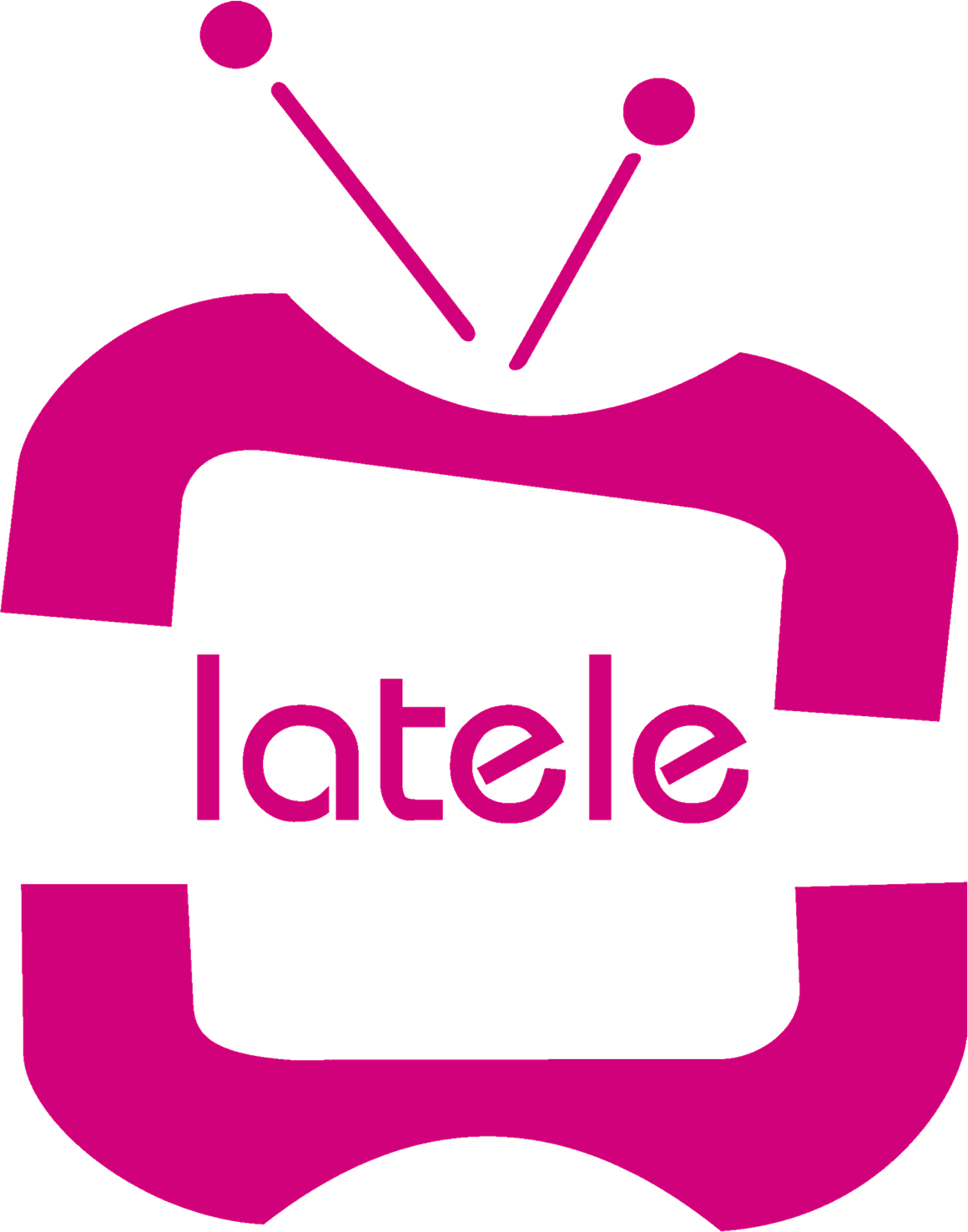
2009-2015
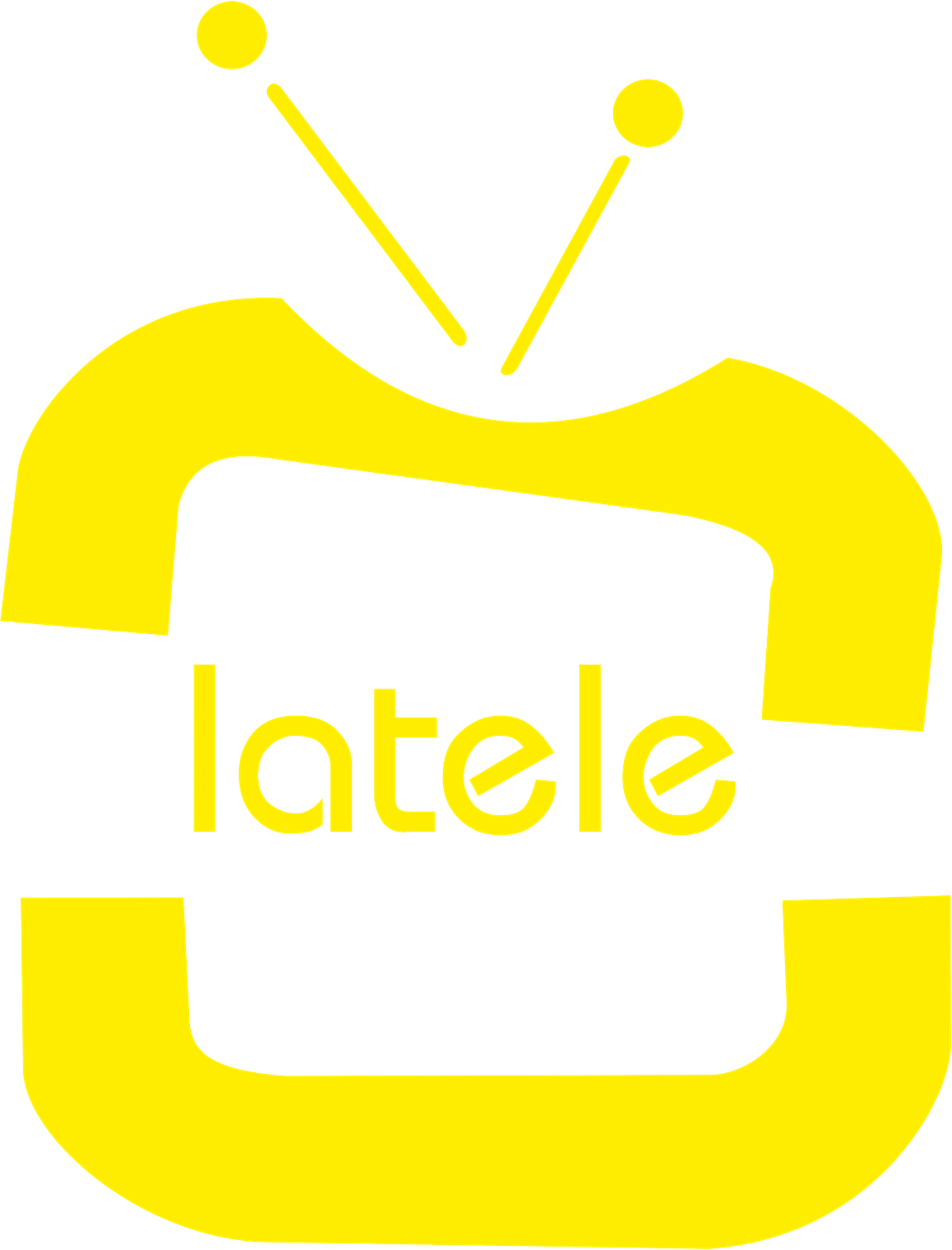
2015-2018
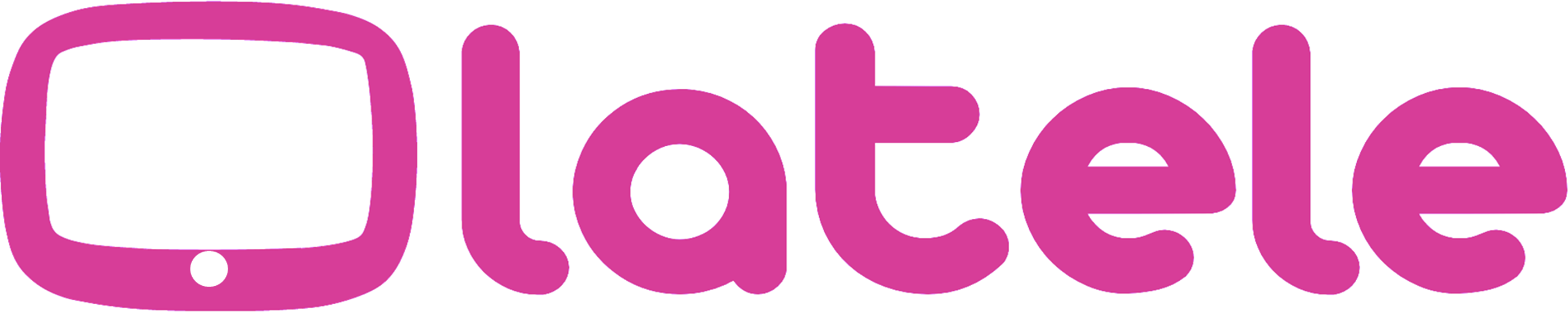
2018 (abril-julio) (usado en medios impresos)
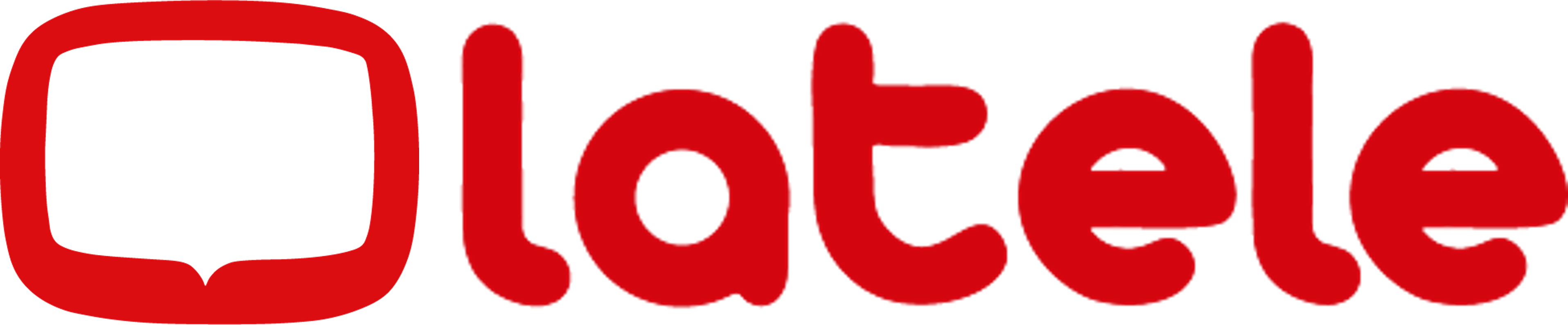
Desde julio de 2018

## Locutores
- Enrique Montenegro (2009-2013)
- Santiago Moras (2013-2016, desde 2023)
- Luis Enrique Outten (2016-2021, 2023-)
- Richard Mario (2021-2023)